# 新竹縣政府警察局
新竹縣政府警察局（簡稱新竹縣警察局、新竹縣警局、竹縣警局）為新竹縣最高警察行政機關 ，隸屬於新竹縣政府，掌理全縣警衛實施事項，並兼受內政部警政署指揮、監督。總局設於竹北市。

## 沿革
- 1895年，臺灣割讓日本。同年6月22日，日軍由東門城樓進入新竹城，次日在新竹縣衙開設「臺北縣新竹支廳」，支廳下設新竹警察署。[1]
- 1897年6月10日，總督府調整行政區劃，增設新竹縣，縣設警察部，將警察署、辦務署與撫墾署並立，直接受縣警察部長指揮。
- 1898年6月18日，總督府調整行政區劃，廢止新竹縣，警察署、撫墾署併入辦務署。
- 1901年11月11日，總督府廢縣置廳（辦務署制度亦隨之廢止），成立新竹廳。此時期總督府為強化警察功能，將全島分南、北兩個警察管區，設警察區長，各廳的警務課長也由警部擔任，廳以下的支廳長須為警部職等，屬員須為警察，完備統一指揮體系的全面警察化。
- 1920年8月10日，總督府廢廳設州，改制為新竹州。州設警務部，郡設警察課，市設警察署與分署，廳設警務課與支廳。

- 1945年，臺灣光復後，新竹州由臺灣省行政長官公署民政處新竹州廳接管委員會接收。同年12月11日，公布施行「臺灣省縣政府組織規程」，改州為縣；翌年2月14日，公布施行「臺灣省各縣警察機關組織規程」，明訂縣之警察機關為警察局。
- 1950年，臺灣省政府調整全省縣市行政區域，苗栗地區自新竹縣劃出，成立苗栗縣，所屬苗栗分局改制升格為「苗栗縣警察局」。
- 1982年7月1日，新竹市升格為省轄市，與新竹縣分治，然市警察局仍與縣警局合署辦公。
- 1989年12月10日，新竹市警察局正式成立，與新竹縣警察局分立。
- 2007年6月15日，更名為「新竹縣政府警察局」。

## 歷任首長

### 新竹警察署署長
| 任 別 | 姓 名      | 任職期間       | 備 註                             |
| ----- | ---------- | -------------- | --------------------------------- |
| 1     | 山本德次郎 | 1896年－1897年 | 警部 後任臺北縣基隆警察署警部署長 |

### 新竹縣警察部部長
| 任 別 | 姓 名    | 任職期間       | 備 註  |
| ----- | -------- | -------------- | ------ |
| 1     | 井上真平 | 1897年－1898年 | 警部長 |

### 臺北縣新竹辨務署署長
| 任 別 | 姓 名    | 任職期間       | 備 註 |
| ----- | -------- | -------------- | ----- |
| 1     | 桑原戒平 | 1898年－1901年 |       |

### 新竹廳警務課課長
| 任 別          | 姓 名      | 任職期間              | 備 註                                                                                              |
| -------------- | ---------- | --------------------- | -------------------------------------------------------------------------------------------------- |
| 1              | 小澤武憲   | 1902年－1909年        | 警部 原任臺北縣新竹辨務署警部 後任新竹廳廳長                                                       |
| 2              | 今田始祐   | 1909年5月－1909年11月 | 課長二人，均列警部                                                                                 |
| 2              | 庄野橘三郎 | 1909年5月－1909年11月 | 課長二人，均列警部                                                                                 |
| 課長提升為警視 |            |                       | |
| 3              | 永田綱明   | 1909年11月－1911年    | 警視，兼蕃務課課長 原任桃園廳警務課課長 後任桃園廳警視兼蕃務本署理蕃課北蕃監視區長                 |
| 4              | 宇野英種   | 1911年－1913年        | 警視，兼蕃務課課長，佐賀人 原任新竹廳苗栗支廳警部支廳長 後任花蓮港廳警務課課長事務取扱兼蕃務課警視 |
| 5              | 今田始祐   | 1913年－1916年        | 警視，兼蕃務課課長，山口人 原任臺東廳警視兼蕃務本署理蕃課南蕃監視區長 後任臺南廳警務課警視課長     |
| 6              | 草野義一   | 1916年－1919年        | 警視，長崎人 原任民政部財務局主計課屬員兼金融課屬員 後任總督府警察官及司獄官練習所教官             |
| 7              | 清水源次郎 | 1919年－1920年12月    | 警視，大分人 原任臺中廳警務課警部 後任新竹州州協議會員                                             |

### 新竹州警務部部長
| 任 別 | 姓 名      | 任職期間           | 備 註                                                                                                  |
| ----- | ---------- | ------------------ | --- |
| 1     | 田端幸三郎 | 1920年12月－1923年 | 事務官，和歌山人 原任民政部警務局警視監察官兼警務課警務官 後任民政部警務局衛生課事務官課長兼理蕃課課長 |
| 2     | 太田吾一   | 1923年－1925年     | 事務官，靜岡人 原任臺北州內務部教育課理事官課長 後任臺北州臺北市役所地方理事官市尹                     |
| 3     | 角田廣次   | 1925年－1926年     | 事務官，群馬人 原任臺中州內務部地方課理事官課長兼水利課課長 後任高雄州警務部事務官部長                 |
| 4     | 草野義一   | 1926年－1927年     | 事務官，長崎人 原任高雄州警務部事務官部長                                                              |
| 5     | 高橋秀人   | 1927年－1928年     | 事務官，廣島人 原任臺北州內務部地方課理事官課長 後任高雄州警務部事務官部長                             |
| 6     | 尾佐竹堅   | 1928年－1930年     | 事務官，東京人 原任總督府警察官及司獄官練習所教官 後任臺南州警務部事務官部長                           |
| 7     | 石川定俊   | 1930年－1931年     | 事務官，秋田人 原任臺中州內務部地方課理事官課長兼水利課課長 後任民政部警務局理蕃課事務官兼課長         |
| 8     | 鈴木秀夫   | 1931年－1932年     | 事務官，愛知人 原任臺北州內務部地方課理事官課長 後任總督府警察官及司獄官練習所教官                     |
| 9     | 慶谷隆夫   | 1932年－1934年     | 事務官，三重人 原任臺中州內務部地方課理事官課長兼水利課課長 後任臺中州警務部事務官部長                 |
| 10    | 高原逸人   | 1934年－1937年     | 事務官，福岡人 原任總督府中央研究所庶務課事務官課長 後任高雄州內務部事務官部長                         |
| 11    | 樂滿金次   | 1937年－1939年     | 事務官，佐賀人 原任臺北州臺北市役所地方理事官助役 後任臺南州警務部事務官部長                           |
| 12    | 根井洸     | 1939年－1940年     | 事務官，宮崎人 原任總督府警察官及司獄官練習所教官 後任臺北州警務部事務官部長                           |
| 13    | 白仁寶一   | 1940年－1941年     | 事務官，佐賀人 原任臺中州內務部地方課理事官課長                                                        |

### 新竹州警察部部長
| 任 別 | 姓 名    | 任職期間       | 備 註                                                                        |
| ----- | -------- | -------------- | ---------------------------------------------------------------------------- |
| 1     | 白仁寶一 | 1941年－1942年 | 後任新竹州警察部事務官                                                       |
| 2     | 柴山峯登 | 1942年－1943年 | 事務官，福岡人 原任總督府總督官房外務部事務官 後任總督府文教局書記官社會課長 |
| 3     | 井原敏之 | 1943年－1945年 | 事務官（1944年改州部長），岡山人 原任臺北州警察部高等警察課地方警視課長      |

### 新竹縣警察局局長
| 任 別 | 姓 名  | 任職期間                     | 備 註                                                                        |
| ----- | ------ | ---------------------------- | ---------------------------------------------------------------------------- |
| 1     | 黃海柳 | 1946年3月21日－1947年4月6日  |                                                                              |
| 2     | 方澄輝 | 1947年4月7日－1950年10月23日 |                                                                              |
| 3     | 蕭復權 | 1950年10月24日－1952年       | 原任臺灣省警務處技正 兼桃園縣警察局局長 後任南投縣警察局局長                 |
| 4     | 李連福 | 1952年－1957年               | 北平內務部警官高等學校正科19期 原任臺中縣警察局局長 後任高雄市警察局局長     |
| 5     | 趙勛奇 | 1957年－1962年               | 原任中央警官學校臺灣警官訓練班組長 後任臺中市警察局局長                      |
| 6     | 劉子英 | 1962年－1965年               | 臺灣省警務處主任秘書兼局長                                                   |
| 7     | 吳維和 | 1966年－1968年               | 中央警官學校正科3期 原任高雄市警察局副局長 後任屏東縣警察局局長              |
| 8     | 王志和 | 1968年－1973年               | 中央警官學校正科5期 前任澎湖縣警察局局長 後任臺灣省工礦警察大隊大隊長        |
| 9     | 曾業典 | 1973年－1974年               | 中央警官學校正科9期 前任臺東縣警察局局長 後任屏東縣警察局局長                |
| 10    | 王雲章 | 1974年－1976年               | 原任苗栗縣警察局局長                                                         |
| 11    | 胡海峰 | 1976年－1978年               |                                                                              |
| 12    | 嚴益敬 | 1978年－1979年               | 原任雲林縣警察局局長                                                         |
| 13    | 盧金波 | 1979年－1980年               | 原任嘉義縣警察局局長                                                         |
| 14    | 鄭文杰 | 1981年－1983年               |                                                                              |
| 15    | 李樹鈺 | 1984年－1985年               |                                                                              |
| 16    | 翁錦魁 | 1985年－1986年               | 中央警官學校正科21期 前任臺灣省高雄港務警察所所長                            |
| 17    | 黃丁燦 | 1987年－1988年               | 中央警官學校正科24期                                                         |
| 18    | 陳嘉隆 | 1989年－1990年               |                                                                              |
| 19    | 鍾桐生 | 1990年－1991年               | 中央警官學校正科34期                                                         |
| 20    | 林茂生 | 1991年－1995年               |                                                                              |
| 21    | 張 琪  | 1995年－                     |                                                                              |
|       | 林德華 | 2000年8月－2004年8月3日      | 中央警官學校正科40期 原任臺北市政府警察局大安分局分局長 後任刑事警察局副局長 |
|       | 周壽松 | 2004年8月3日－2007年2月2日   | 中央警官學校正科41期 原任臺中港務警察局局長 後任內政部警政署保防室主任       |
|       | 黃宗仁 | 2007年2月2日－2007年6月14日  | 中央警官學校正科45期 原任內政部警政署公共關係室主任                          |

### 新竹縣政府警察局局長
| 任 別 | 姓 名  | 任職期間                      | 備 註                                                                                    |
| ----- | ------ | ----------------------------- | ---------------------------------------------------------------------------------------- |
| 1     | 黃宗仁 | 2007年6月15日－2008年12月1日  | 後任內政部警政署行政組組長                                                               |
| 2     | 吳思陸 | 2008年12月1日－2010年12月25日 | 中央警官學校正科39期 原任臺北市政府警察局大安分局分局長 後任內政部警政署勤務指揮中心主任 |
| 3     | 陳銘政 | 2010年12月25日－2013年8月30日 | 中央警官學校 原任臺北市政府警察局中正第一分局分局長 後任臺北市政府警察局督察長           |
| 4     | 黃嘉祿 | 2013年8月30日－2015年2月11日  | 中央警官學校正科44期 原任臺中港務警察局局長 後任刑事警察局副局長                         |
| 5     | 李政曉 | 2015年2月11日－2016年8月1日   | 中央警官學校正科47期 原任臺南市政府警察局第二分局分局長 後任內政部警政署教育組組長       |
| 6     | 溫枝發 | 2016年8月1日－2017年11月6日   | 中央警官學校正科45期 原任內政部警政署公共關係室主任 後任新北市政府警察局主任秘書         |
| 7     | 張榮興 | 2017年11月6日－2019年3月22日  | 中央警官學校正科50期 原任臺南市政府警察局永康分局分局長 後任航空警察局副局長             |
| 8     | 黃家琦 | 2019年3月22日－2020年9月25日  | 中央警官學校正科55期 原任內政部警政署公共關係室主任 後任桃園市政府警察局主任秘書         |
| 9     | 吳敬田 | 2020年9月25日－2022年1月17日  | 中央警官學校正科50期 原任內政部警政署民防指揮管制所所長 後任臺南市政府警察局主任秘書     |
| 10    | 楊哲昌 | 2022年1月17日－2023年1月16日  | 中央警官學校正科50期 原任內政部警政署公共關係室主任 後任臺北市政府警察局督察長           |
| 11    | 林信雄 | 2023年1月16日－2024年1月16日  | 中央警官學校正科55期 原任內政部警政署保安組組長 後任刑事警察局副局長                     |
| 12    | 宣介慈 | 2024年1月17日－2025年7月31日  | 中央警官學校正科50期 原任航空警察局副局長 後任新北市政府警察局督察長                     |
| 13    | 林建隆 | 2025年8月1日－現任            | 中央警察大學正科64期 原任刑事警察局科技犯罪防制中心主任                                  |

資料來源：臺灣總督府職員錄系統、新竹縣志續修 : 民國四十一年至八十年、新竹縣政府警察局全球資訊網

## 組織編制
- 局長1人（警監）
  - 副局長2人（警正或警監）
    - 主任秘書1人（警正）
    - 督察長1人（警正）
    - 警務參2人（警正）

### 業務單位
- 保安科
- 行政科
- 訓練科
- 外事科
- 後勤科
- 保防科
- 防治科
- 鑑識科
- 督察科
- 公共關係科
- 秘書科
- 資訊科
- 法制科
- 人事室
- 政風室
- 會計室
- 勤務指揮中心
- 民防管制中心

### 勤務單位
- 刑事警察大隊
- 少年警察隊
- 交通警察隊
- 保安警察隊
- 婦幼警察隊

### 分局
| 名稱     | 所屬單位              | 地 址                          | 電 話      | 備 註                       |
| -------- | --------------------- | ------------------------------ | ---------- | --------------------------- |
| 竹北分局 | 分局本部              | 竹北市博愛街16號               | 03-5552029 |                             |
| 竹北分局 | 竹北派出所            | 竹北市中華路383號              | 03-5552031 | 竹北派出所的Facebook專頁    |
| 竹北分局 | 六家派出所            | 竹北市自強北路81號             | 03-6580308 | 六家派出所的Facebook專頁    |
| 竹北分局 | 三民派出所            | 竹北市三民路345號              | 03-5556270 | 三民民防分隊的Facebook專頁  |
| 竹北分局 | 高鐵派出所            | 竹北市隘口二路175號            | 03-6578272 | 高鐵派出所的Facebook專頁    |
| 竹北分局 | 豐田派出所            | 竹北市中正西路1550號           | 03-5564768 |                             |
| 竹北分局 | 鳳岡派出所            | 竹北市鳳岡路三段238號          | 03-5561769 |                             |
| 竹東分局 | 分局本部              | 竹東鎮康寧街93號               | 03-5962081 |                             |
| 竹東分局 | 竹東派出所            | 竹東鎮康寧街93號               | 03-5962057 | 局下所                      |
| 竹東分局 | 下公館派出所          | 竹東鎮中豐路一段88號           | 03-5948392 |                             |
| 竹東分局 | 二重埔派出所          | 竹東鎮中興路三段95號           | 03-5823504 |                             |
| 竹東分局 | 上坪派出所            | 竹東鎮上坪里86號               | 03-5961744 |                             |
| 竹東分局 | 寶山分駐所            | 寶山鄉雙溪村三峰路二段636號    | 03-5204139 |                             |
| 竹東分局 | 楓橋派出所            | 寶山鄉寶山村新湖路一段415號    | 03-5761140 |                             |
| 竹東分局 | 新城派出所            | 寶山鄉新城村3鄰寶新路二段658號 | 03-5762353 |                             |
| 竹東分局 | 北埔分駐所            | 北埔鄉南興村南興街70號         | 03-5802214 |                             |
| 竹東分局 | 峨眉分駐所            | 峨眉鄉峨眉街1號                | 03-5800344 |                             |
| 竹東分局 | 富興派出所            | 峨眉鄉富興村太平街4號          | 03-5806584 |                             |
| 竹東分局 | 五峰分駐所            | 五峰鄉大隘村6鄰96號            | 03-5851029 |                             |
| 竹東分局 | 花園派出所            | 五峰鄉花園村5鄰93號            | 03-5851147 | 聯合執勤                    |
| 竹東分局 | 羅山派出所            | 五峰鄉竹林村1鄰羅山20號        | 03-5851214 | 聯合執勤                    |
| 竹東分局 | 茅圃派出所            | 五峰鄉大隘村22鄰茅圃435號      | 03-5851149 |                             |
| 竹東分局 | 桃山派出所            | 五峰鄉桃山村2鄰桃山20號        | 03-5856043 | 聯合執勤                    |
| 竹東分局 | 清泉派出所            | 五峰鄉桃山村2鄰桃山20號        | 03-5856043 | 聯合執勤                    |
| 新埔分局 | 分局本部              | 新埔鎮中正路475號              | 03-5882004 | 權貴交通事故服務窗口        |
| 新埔分局 | 新埔派出所            | 新埔鎮中正路475號              | 03-5882034 | 局下所                      |
| 新埔分局 | 褒忠派出所            | 新埔鎮下寮里12鄰義民路3段329號 | 03-5882094 |                             |
| 新埔分局 | 照門派出所            | 新埔鎮照門里9鄰20-20號         | 03-5899194 |                             |
| 新埔分局 | 寶石派出所            | 新埔鎮寶石里文德路2段599號     | 03-5882064 |                             |
| 新埔分局 | 石光派出所 坪林派出所 | 關西鎮石光里9鄰392號           | 03-5868060 | 合署辦公                    |
| 新埔分局 | 關西分駐所            | 關西鎮中央街2號                | 03-5872007 |                             |
| 新埔分局 | 東安派出所 南華派出所 | 關西鎮東安里9鄰中山東路100號   | 03-5872301 | 合署辦公                    |
| 新埔分局 | 錦山派出所 玉山派出所 | 關西鎮錦山里2鄰錦山21號        | 03-5478174 | 合署辦公                    |
| 橫山分局 | 分局本部              | 橫山鄉新興街103號              | 03-5931004 |                             |
| 橫山分局 | 橫山派出所            | 橫山鄉新興街103號              | 03-5931002 | 局下所 與沙坑派出所聯合執勤 |
| 橫山分局 | 橫村派出所            | 橫山鄉橫山村治安街1號          | 03-5934387 |                             |
| 橫山分局 | 內灣派出所            | 橫山鄉內灣村中山街二段8號      | 03-5849164 |                             |
| 橫山分局 | 芎林分駐所            | 芎林鄉文山路349號              | 03-5924572 |                             |
| 橫山分局 | 秀湖派出所            | 芎林鄉秀湖村五和街5號          | 03-5932812 |                             |
| 橫山分局 | 尖石分駐所            | 尖石鄉嘉樂村2鄰麥樹仁41號      | 03-5841144 |                             |
| 橫山分局 | 新樂派出所            | 尖石鄉新樂村1鄰30號            | 03-5841676 |                             |
| 橫山分局 | 梅花派出所            | 尖石鄉梅花村1鄰26號            | 03-5841681 | 與那羅派出所聯合執勤        |
| 橫山分局 | 玉峰派出所            | 尖石鄉玉峰村5鄰玉峰55號        | 03-5847202 | 與宇老派出所聯合執勤        |
| 橫山分局 | 秀巒派出所            | 尖石鄉秀巒村4鄰控溪20號        | 03-5847523 |                             |
| 橫山分局 | 泰崗派出所            | 尖石鄉秀巒村7鄰泰崗88號        | 03-5847322 |                             |
| 新湖分局 | 分局本部              | 湖口鄉中正路二段26號           | 03-5902615 |                             |
| 新湖分局 | 湖口派出所            | 湖口鄉中正路二段26號           | 03-5992034 | 局下所                      |
| 新湖分局 | 湖鏡派出所            | 湖口鄉八德路二段142巷11號      | 03-5690646 |                             |
| 新湖分局 | 新工派出所            | 湖口鄉文化路172號              | 03-5981561 |                             |
| 新湖分局 | 新豐分駐所            | 新豐鄉建興路二段788號          | 03-5594052 |                             |
| 新湖分局 | 山崎派出所            | 新豐鄉松林村松林街8號          | 03-5592736 |                             |
| 新湖分局 | 後湖派出所            | 新豐鄉鄉後湖村6鄰115號         | 03-5680164 |                             |

## 外部連結
- 新竹縣政府警察局 （页面存档备份，存于）
- 竹縣警好客的Facebook專頁
- YouTube上的新竹縣政府警察局頻道